# Itajobi
Itajobi est une municipalité brésilienne de l'État de São Paulo et la Microrégion de Novo Horizonte.